# Talk Dirty
Talk dirty is de tweede single van Jason Derülo's derde studioalbum. Talk dirty is het eerste nummer van Derülo waarin een andere artiest aan meegewerkt heeft, namelijk 2 Chainz.

## Achtergrond
Tijdens een interview gaf Derülo al prijs dat zijn tweede single zijn fans kon choqueren qua tekst. Ook vertelde hij dat 2 Chainz mee werkte aan dit nummer. Eind juli 2013 poste hij het nummer op SoundCloud. Op 2 augustus ging de single op iTunes en op 7 augustus 2013 verscheen de videoclip op YouTube. In de videoclip zien we Derülo en verschillende vrouwen op felgekleurde achtergronden. De beelden verspringen steeds en ze hebben altijd andere kleren aan. Ook wordt er in de video gedanst.
Het nummer werd geïnspireerd door Hermetico van Balkan Beat Box. De achtergrond komt bijna overeen.
Talk Dirty is het hoogst genoteerde nummer van Jason Derulo sinds "In My Head (2009)" in België en Nederland. Het piekte op 3 in België en 5 in Nederland.

## Tracklist
| Soort geluidsdrager | Uitgebracht | Tracks     | Duur |
| ------------------- | ----------- | ---------- | ---- |
| Download            | 09-08-2013  | Talk dirty | 2:57 |
| Cd-single           | 13-09-2013  | Talk dirty |      |

## Hitnoteringen
| Hitlijst               | Datum van binnenkomst | Hoogste positie | Aantal weken | Laatste notering |
| ---------------------- | --------------------- | --------------- | ------------ | ---------------- |
| Single Top 100         | 17-08-2013            | 5               | 34           | *                |
| Nederlandse Top 40     | 24-08-2013            | 5               | 23           | 25-01-2014       |
| Vlaamse Ultratop 50    | 31-08-2013            | 1               | 22           | 01-02-2014       |
| Waalse Ultratop 50     | 07-09-2013            | 3               | 22           | 01-02-2014       |
| Australische Top 50    | 25-08-2013            | 1               | 18           | 12-01-2014       |
| Deense Top 40          | 13-09-2013            | 7               | 21           | *                |
| Duitse Top 100         | 28-09-2013            | 1               | 20           | *                |
| Finse Top 20           | 19-10-2013            | 6               | 14           | *                |
| Franse Top 200         | 28-09-2013            | 3               | 19           | *                |
| Nieuw-Zeelandse Top 40 | 12-08-2013            | 2               | 18           | 06-01-2014       |
| Noorse Top 20          | 05-10-2013            | 7               | 18           | *                |
| Oostenrijkse Top 75    | 27-09-2013            | 4               | 19           | *                |
| Spaanse Top 50         | 06-10-2013            | 13              | 17           | *                |
| UK Singles Chart       | 28-09-2013            | 1               | 20           | *                |
| Billboard Hot 100      | 04-01-2014            | 4               | 7            | *                |
| Zweedse Top 60         | 27-09-2013            | 5               | 19           | *                |
| Zwitserse Top 75       | 29-09-2013            | 4               | 19           | *                |

### Nederlandse Top 40
| Hitnotering: 24-08-2013 t/m 25-01-2014 | Hitnotering: 24-08-2013 t/m 25-01-2014 | Hitnotering: 24-08-2013 t/m 25-01-2014 | Hitnotering: 24-08-2013 t/m 25-01-2014 | Hitnotering: 24-08-2013 t/m 25-01-2014 | Hitnotering: 24-08-2013 t/m 25-01-2014 | Hitnotering: 24-08-2013 t/m 25-01-2014 | Hitnotering: 24-08-2013 t/m 25-01-2014 | Hitnotering: 24-08-2013 t/m 25-01-2014 | Hitnotering: 24-08-2013 t/m 25-01-2014 | Hitnotering: 24-08-2013 t/m 25-01-2014 | Hitnotering: 24-08-2013 t/m 25-01-2014 | Hitnotering: 24-08-2013 t/m 25-01-2014 | Hitnotering: 24-08-2013 t/m 25-01-2014 | Hitnotering: 24-08-2013 t/m 25-01-2014 | Hitnotering: 24-08-2013 t/m 25-01-2014 | Hitnotering: 24-08-2013 t/m 25-01-2014 | Hitnotering: 24-08-2013 t/m 25-01-2014 | Hitnotering: 24-08-2013 t/m 25-01-2014 | Hitnotering: 24-08-2013 t/m 25-01-2014 | Hitnotering: 24-08-2013 t/m 25-01-2014 | Hitnotering: 24-08-2013 t/m 25-01-2014 | Hitnotering: 24-08-2013 t/m 25-01-2014 | Hitnotering: 24-08-2013 t/m 25-01-2014 | Hitnotering: 24-08-2013 t/m 25-01-2014 |
| Week:                                  | 1                                      | 2                                      | 3                                      | 4                                      | 5                                      | 6                                      | 7                                      | 8                                      | 9                                      | 10                                     | 11                                     | 12                                     | 13                                     | 14                                     | 15                                     | 16                                     | 17                                     | 18                                     | 19                                     | 20                                     | 21                                     | 22                                     | 23                                     |                                        |
| -------------------------------------- | -------------------------------------- | -------------------------------------- | -------------------------------------- | -------------------------------------- | -------------------------------------- | -------------------------------------- | -------------------------------------- | -------------------------------------- | -------------------------------------- | -------------------------------------- | -------------------------------------- | -------------------------------------- | -------------------------------------- | -------------------------------------- | -------------------------------------- | -------------------------------------- | -------------------------------------- | -------------------------------------- | -------------------------------------- | -------------------------------------- | -------------------------------------- | -------------------------------------- | -------------------------------------- | -------------------------------------- |
| Positie:                               | 29                                     | 16                                     | 9                                      | 7                                      | 8                                      | 5                                      | 5                                      | 6                                      | 6                                      | 5                                      | 5                                      | 8                                      | 10                                     | 13                                     | 13                                     | 18                                     | 24                                     | 36                                     | 38                                     | 39                                     | 37                                     | 38                                     | 40                                     | uit                                    |

### NederlandseSingle Top 100
| Hitnotering: 17-08-2013 t/m | Hitnotering: 17-08-2013 t/m | Hitnotering: 17-08-2013 t/m | Hitnotering: 17-08-2013 t/m | Hitnotering: 17-08-2013 t/m | Hitnotering: 17-08-2013 t/m | Hitnotering: 17-08-2013 t/m | Hitnotering: 17-08-2013 t/m | Hitnotering: 17-08-2013 t/m | Hitnotering: 17-08-2013 t/m | Hitnotering: 17-08-2013 t/m | Hitnotering: 17-08-2013 t/m | Hitnotering: 17-08-2013 t/m | Hitnotering: 17-08-2013 t/m | Hitnotering: 17-08-2013 t/m | Hitnotering: 17-08-2013 t/m | Hitnotering: 17-08-2013 t/m | Hitnotering: 17-08-2013 t/m | Hitnotering: 17-08-2013 t/m | Hitnotering: 17-08-2013 t/m | Hitnotering: 17-08-2013 t/m |
| Week:                       | 1                           | 2                           | 3                           | 4                           | 5                           | 6                           | 7                           | 8                           | 9                           | 10                          | 11                          | 12                          | 13                          | 14                          | 15                          | 16                          | 17                          | 18                          | 19                          | 20                          |
| --------------------------- | --------------------------- | --------------------------- | --------------------------- | --------------------------- | --------------------------- | --------------------------- | --------------------------- | --------------------------- | --------------------------- | --------------------------- | --------------------------- | --------------------------- | --------------------------- | --------------------------- | --------------------------- | --------------------------- | --------------------------- | --------------------------- | --------------------------- | --------------------------- |
| Positie:                    | 31                          | 12                          | 12                          | 9                           | 10                          | 7                           | 5                           | 6                           | 9                           | 5                           | 9                           | 10                          | 12                          | 20                          | 23                          | 24                          | 26                          | 35                          | 37                          | 42                          |
| Week:                       | 21                          | 22                          | 23                          | 24                          | 25                          | 26                          | 27                          | 28                          | 29                          | 30                          | 31                          | 32                          | 33                          | 34                          | 35                          | 36                          | 37                          | 38                          | 39                          | 40                          |
| Positie:                    | 40                          | 39                          | 46                          | 53                          | 64                          | 70                          | 85                          | 82                          | 87                          | 85                          | 84                          | 77                          | 76                          | 81                          |                             |                             |                             |                             |                             |                             |